# سرگئی ولادیمیر

مردم، کسانی هستند که در تاریخ سقوط می‌کنند. پیروز بودن آنها هرگز همیشگی نیست.

کلنل سرگئی ولادیمیر (به انگلیسی: Sergei Vladimir) و (به روسی: Сергей Владимир)، نام یکی از شخصیت‌های سری رزیدنت ایول است. او یکی از بلندپایه‌ترین شخصیت‌های شرکت آمبرلا بود. ولادیمیر فرماندهٔ کل نیروهای نظامی شرکت در سرتاسر جهان و همچنین وفادارترین و وظیفه‌شناس‌ترین افراد اوزول ای اسپنسر بود. او هماورد اصلی در بازی رزیدنت ایول: تاریخچه آمبرلا می‌باشد.

## تاریخچه
سرگئی ولادیمیر، یک افسر نظامی شرکت آمبرلا بود. او مدارج پیشرفت را به سرعت گذراند و درجهٔ کلنل را دریافت کرد. ولادیمیر چشم راست خود را در جنگ از دست داده بود. با نابود شدن پناهگاهش شوروی، روسیه تمام افتخارات او را گرفت. در این زمان او بیشترین قدرت را می‌توانست برای اسپنسر به وجود بیاورد. اسپنسر او را مورد توجه ویژه قرار داد و این سبب شد تا او به اسپنسر بسیار وفادار شود. او وارد پروژه تایرانت گشت و تمرکز خود را در گسترش این پروژه گذاشت. توانایی‌های نظامی او سبب شد تا برای حفاظت و مقابله با خطرات احتمالی B.O.Wهای شرکت، سازمانی به نام U.B.C.S را بنیانگذاری کند.
ولادیمیر به پروژه تایرانت علاقمند بود و فعالیتش را در این پروژه دنبال می‌کرد. با مدیریت او، در سال ۱۹۹۸ گونه‌ای جدید از مخلوق تایرانت، با نام T-a.l.o.s خلق شد. T-a.l.o.s کوتاه شدهٔ عبارت Tyrant-Armored Lethal Organic System به معنی تایرانت زنده، کشنده و زره‌دار می‌باشد. این مخلوق به سلاح گرم مجهز بوده و بسیار هوشمند تر از تایرانت‌های پیشین بود. T-a.l.o.s به منظور حفاظت از رایانه‌ی مرکزی Red Queen خلق شده بود. سرگئی ولادیمیر همواره از دو تایرانت به نام Ivan برای حفاظت از خود استفاده می‌کرد که بسیار قدرتمند و باهوش بودند. سرگئی ولادیمیر با یک مامور نامشخص در پیشبرد نقشه‌هایش همکاری می‌کرد. در سال ۲۰۰۳، کریس و جیل با نفوذ در مقر آمبرلا در روسیه، T-a.l.o.s را نابود کردند. ولادیمیر نیز پس از آنکه خود را به نوع ویژه‌ای از ویروس T مبتلا کرد؛ دچار تغییر در ساختار بدنش شد و به یک هیولا تبدیل شد که توسط آلبرت وسکر کشته می‌شود.

## نکات جالب
- در ملاقاتی کوتاه میان وسکر و سرگئی ولادیمیر، سرگئی از یک اسلحه Red ۹ استفاده می‌کند که در جریان بازی رزیدنت ایول: تاریخچه آمبرلا، این اسلحه قابل استفاده نیست.
- در زبان روسی، سرگئی ولادیمیر نامی بی‌مفهوم و بی‌استفاده است؛ هر دو نام سرگئی و ولادیمیر به عنوان نام کوچک استفاده می‌شوند و برای نام خانوادگی استفاده نمی‌شوند.